# Il re del cioccolato
Il re del cioccolato è stato un programma televisivo italiano trasmesso da Real Time e Food Network.

## Format
Protagonista è il pasticciere Ernst Knam, che cerca di creare dolci per i vari clienti con l'aiuto dei suoi colleghi.

## Episodi
| Edizione                             | Episodi | Trasmissione | Trasmissione |
| ------------------------------------ | ------- | ------------ | ------------ |
| Prima edizione                       | 11      | 2012-2013    |              |
| Seconda edizione                     | 11      | 2013         |              |
| Terza Stagione                       | 14      | 2014         |              |
| Il re del cioccolato: La scuola      | 5       | 2015         |              |
| Il laboratorio del re del cioccolato | 8       | 2021         |              |

### Prima Stagione
| n° | Titolo                 | Durata (in minuti) | Prima TV         |
| -- | ---------------------- | ------------------ | ---------------- |
| 1  | Torta Epic             | 25                 | 7 dicembre 2012  |
| 2  | Torta Musicale         | 25                 | 21 dicembre 2012 |
| 3  | Torta Sottobosco       | 25                 | 14 dicembre 2012 |
| 4  | Torta Ulivo            | 25                 | 28 dicembre 2012 |
| 5  | Torta Tango Argentino  | 25                 | 4 gennaio 2013   |
| 6  | Torta Newyorkese       | 25                 | 11 gennaio 2013  |
| 7  | Torta Galattica        | 25                 | 18 gennaio 2013  |
| 8  | Biscotti al Cioccolato | 25                 | 25 gennaio 2013  |
| 9  | Torta Città di Bergamo | 25                 | 1 febbraio 2013  |
| 10 | Torta Hip Hop          | 25                 | 8 febbraio 2013  |
| 11 | Il meglio di...        | 45                 | 15 febbraio 2013 |

### Seconda Stagione
| n° | Titolo                     | Durata (in minuti) | Prima TV       |
| -- | -------------------------- | ------------------ | -------------- |
| 1  | Torta Primavera            |                    | 10 maggio 2013 |
| 2  | Torta Bloody Mary          |                    | 10 maggio 2013 |
| 3  | Torta Arrivederci Mauro    |                    | 17 maggio 2013 |
| 4  |                            |                    | 24 maggio 2013 |
| 5  |                            |                    | 31 maggio 2013 |
| 6  | Torta Mononota             |                    | 7 giugno 2013  |
| 7  | Torta Lirica               |                    | 14 giugno 2013 |
| 8  | Torta Bianca al Cioccolato |                    | 21 giugno 2013 |
| 9  |                            |                    | 28 giugno 2013 |
| 10 |                            |                    | 28 giugno 2013 |
| 11 | Il meglio di...            | 45                 | 5 luglio 2013  |

### Terza Stagione
| n° | Titolo                                       | Durata (in minuti) | Prima TV        |
| -- | -------------------------------------------- | ------------------ | --------------- |
| 1  | Torta per Radio Italia con Benedetta Parodi  | 25                 | 17 gennaio 2014 |
| 2  | Torta per Moira Orfei                        | 25                 | 7 marzo 2014    |
| 3  | Torta per Stefano Bollani                    | 25                 | 21 marzo 2014   |
| 4  | Torta per Platinette                         | 25                 | 28 marzo 2014   |
| 5  | Torta per i Pooh                             | 25                 | 11 aprile 2014  |
| 6  | Torta per Philippe Daverio                   | 25                 | 18 aprile 2014  |
| 7  |                                              | 25                 | 25 aprile 2014  |
| 8  | Torta per la festa dei pompieri              | 25                 | 2 maggio 2014   |
| 9  | Torta per Sole la figlia di Camila Raznovich | 25                 | 9 maggio 2014   |
| 10 | Il meglio di...                              | 45                 | 23 maggio 2014  |
| 11 | Knam a Tokio                                 | 45                 | 4 aprile 2014   |
| 12 | Knam in Israele                              | 45                 | 16 maggio 2014  |
| 13 | Leolandia                                    | 45                 | 14 marzo 2014   |
| 14 | Speciale Sanremo                             | 25                 | 14 marzo 2014   |
| 15 | Peppa Pig                                    | 45                 |                 |
| 16 | Matrimonio Cinese                            | 45                 |                 |

### Il re del cioccolato: la scuola
| n° | Titolo             | Durata (in minuti) | Prima TV       |
| -- | ------------------ | ------------------ | -------------- |
| 1  |                    | 45                 | 14 giugno 2015 |
| 2  | Le Mele Trentinesi | 45                 | 21 giugno 2015 |
| 3  | Il Miele           | 45                 | 28 giugno 2015 |
| 4  |                    | 45                 | 5 luglio 2015  |
| 5  | Il Caffè           | 45                 | 12 luglio 2015 |

### Il laboratorio del re del cioccolato
| n° | Titolo                                      | Durata (in minuti) | Prima TV         |
| -- | ------------------------------------------- | ------------------ | ---------------- |
| 1  | Torta Festival di Sanremo - prima parte -   | 30                 | 11 febbraio 2021 |
| 2  | Torta Festival di Sanremo - seconda parte - | 30                 | 11 febbraio 2021 |
| 3  | Torta per La Pina                           | 30                 | 11 febbraio 2021 |
| 4  | Torta per Eleonora                          | 30                 | 11 febbraio 2021 |
| 5  | Torta per i 113 anni dell'Inter             | 30                 | 18 febbraio 2021 |
| 6  | Un nuovo arrivo                             | 30                 | 18 febbraio 2021 |
| 7  | Torta per Eugenio In Via Di Gioia           | 30                 | 25 febbraio 2021 |
| 8  | In laboratorio con Giusina                  | 30                 | 25 febbraio 2021 |